# Marie Hánová
Marie Hánová (* 23. června 1950) je bývalá česká a československá politička Komunistické strany Československa a poslankyně Sněmovny lidu Federálního shromáždění za normalizace. Po roce 1989 komunální politička za KSČM.

## Biografie
K roku 1976 se profesně uvádí jako dělnice. Ve volbách roku 1976 zasedla do Sněmovny lidu (volební obvod č. 43 – Domažlice, Západočeský kraj). Ve Federálním shromáždění setrvala do konce funkčního období, tedy do voleb roku 1981.
Politicky se angažuje i po sametové revoluci. V komunálních volbách roku 1998, komunálních volbách roku 2002, komunálních volbách roku 2006 i komunálních volbách roku 2010 kandidovala za KSČM do zastupitelstva města Horšovský Týn, přičemž ve volbách roku 2006 a 2010 byla zvolena.